# Platynectes gemellatus
Platynectes gemellatus är en skalbaggsart som beskrevs av Stastný 2003. Platynectes gemellatus ingår i släktet Platynectes och familjen dykare. Inga underarter finns listade i Catalogue of Life.